# Die rote Zora und ihre Bande (Roman)
Die rote Zora und ihre Bande ist ein Jugendroman von Kurt Held (1897–1959), der 1941 erstmals veröffentlicht wurde. Er basiert auf realen Figuren, denen der in der Schweizer Emigration lebende Deutsche Kurt Held (bürgerlich Kurt Kläber) um 1940 auf einer Jugoslawien-Reise begegnete. Die Erlebnisse mit den Jugendlichen verarbeitete er in seinem ersten eigenen Jugendbuch.
Es wird vom Verlag Sauerländer für Kinder ab zehn Jahren empfohlen.
Die Hauptfigur der roten Zora gilt als eine Symbolfigur des Feminismus.

## Inhalt

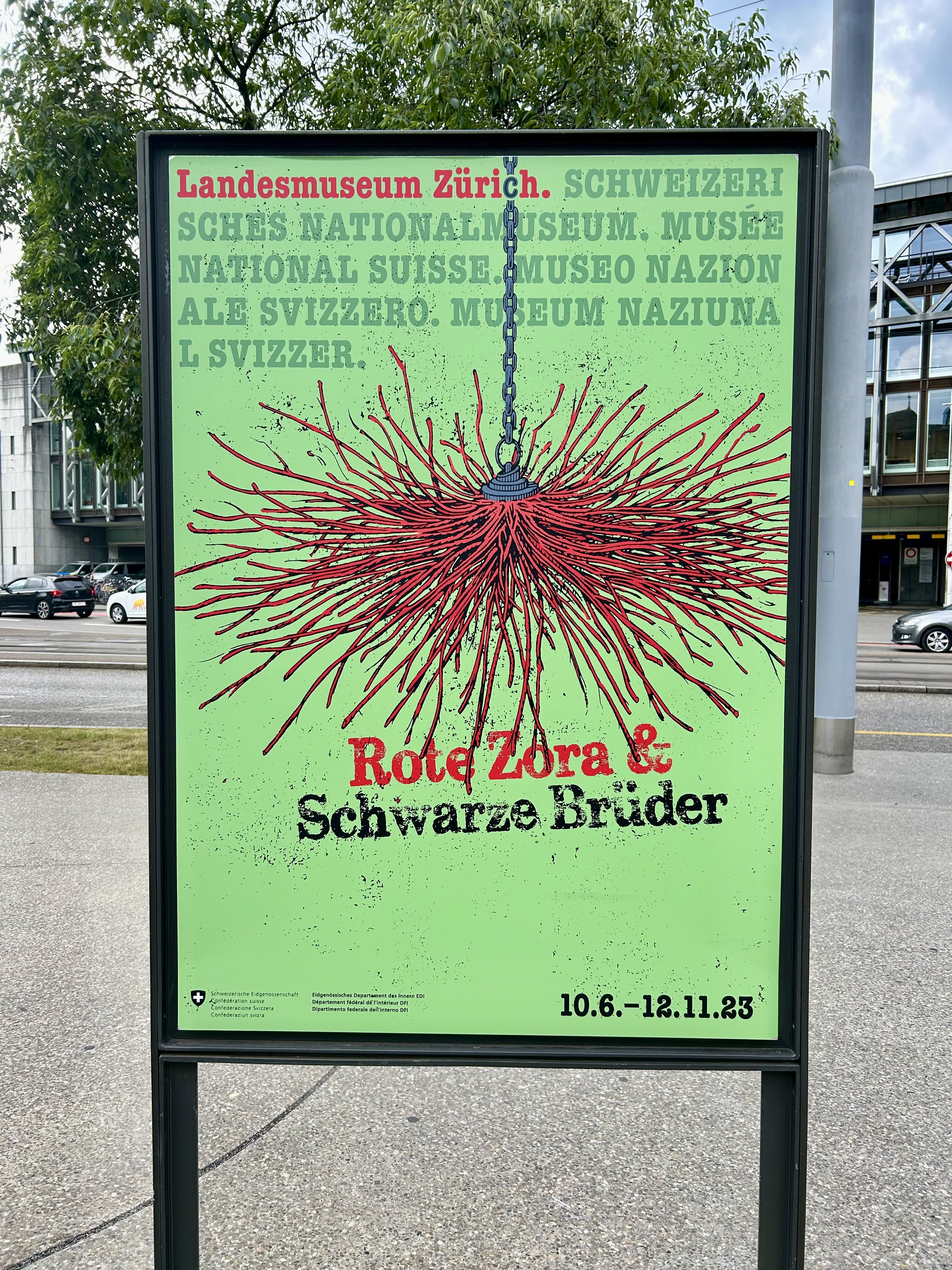
Tafel zur Ausstellung Rote Zora und Schwarze Brüder im Landesmuseum Zürich. Das Bild kombiniert Zoras rote Haare mit dem Gerät der Kaminfegerbuben.

Erzählt wird die Geschichte von Waisenkindern aus dem kroatischen Küstenstädtchen Senj. Branko, der zwölfjährige Sohn eines fahrenden Geigers und einer Tabakarbeiterin, verliert seine Mutter und hat kein Zuhause mehr. Man verdächtigt ihn des Diebstahls und sperrt ihn ein. Doch die dreizehnjährige Zora, ein Mädchen mit roten Haaren, befreit ihn. Branko wird in die Bande der Uskoken aufgenommen, die sich unter der Führung Zoras zusammengeschlossen haben. Die Bürger der Stadt behandeln die mittellosen Kinder wie Ausgestoßene, und die Gymnasiasten, allesamt Söhne angesehener Bürger der Stadt, jagen sie; Diebstähle und Sachbeschädigung sind die Reaktionen der Kinderbande.
Um zu überleben, werden die Kinder zwar kriminell, doch innerhalb ihrer Gemeinschaft halten sie sich an feste Regeln. Ihr oberstes Gebot heißt Solidarität. Das gilt anfangs aber noch nicht für Branko, der von einem Mitglied der Bande, Duro, kategorisch abgelehnt wird. Branko schafft es aber, sich einen festen Platz in der Gruppe zu erkämpfen und am Ende auch Duros Freundschaft zu gewinnen, als er diesen vor einem Kraken rettet. 
Einer der Stadtbewohner, der sich mit den Kindern verbunden fühlt, ist der alte Fischer Gorian. Ihm helfen die Kinder, sich gegen die großen Fischfanggesellschaften durchzusetzen. Einen weiteren Verbündeten haben sie in Curcin, dem Bäcker der Stadt, der ihnen regelmäßig das nicht verkaufte Brot vom Vortag überlässt.
Nach einer Eskalation der Ereignisse drohen Zora und Branko verhaftet zu werden, wovor sie sich noch einmal befreien können. Bald darauf bekommt Gorian eine Einladung vor den zwölfköpfigen Magistrat plus den Bürgermeister der Stadt, wo er eine flammende Verteidigungsrede für die Kinder hält. Es kommt zur Abstimmung darüber, ob den Kindern der Prozess gemacht oder sie in die Gesellschaft der Stadt integriert werden sollen. Sie endet dank des Eingreifens der Bürgermeistertochter Zlata knapp positiv für die Bande, woraufhin sie von verschiedenen Bewohnern der Stadt als Lehrlinge aufgenommen werden, darunter bei Gorian selbst. Zora und Branko kommen bei ihm unter, Duro wird Landwirt, Pavle Bäcker bei Curcin und Nicola wird Fischer.

## Rezeption
Kirsten Boie schreibt in ihrem Vorwort zu einer Ausgabe des Fischer Kinder- und Jugendbuch Verlags, in dem sie Helds Roman als durch und durch sozialkritisches, politisches Buch bezeichnet: „Aber nicht allein wegen der Figur der Zora ist das Buch so berühmt und weltweit in vielen Sprachen tatsächlich millionenmal gelesen worden – fast ein bisschen so wie heute Harry Potter! Ganz sicher geht es uns LeserInnen auch um die ganze Kinderbande der Uskoken, die zwar immerzu gegen die Regeln der Gesellschaft verstößt, die stiehlt, weil die von ihren Eltern aus den unterschiedlichsten Gründen allein gelassenen Kinder sonst keine Möglichkeit hätten zu überleben, und die alles teilt; in der alle solidarisch sind und einander helfen – selbst wenn sie aufeinander eifersüchtig sind, einander nicht mögen. Zu so einer Gruppe von Freunden gegen den Rest der Welt würden wir alle vielleicht auch gerne gehören – aber natürlich ohne die Not, die die Uskoken zusammenschweißt.“ Der Autor Grégoire Solotareff schreibt in seiner Rezension: „Dieser großartige Roman ist nicht einfach nur eine Abenteuergeschichte, sondern zeigt mit kritischem Blick, wie Gesellschaft mit Randgruppen umgeht. Kläber musste Deutschland 1933 verlassen. In seinen Kinderbüchern führte er seine Kritik an sozialer Ungerechtigkeit fort. Die rote Zora ist großer Lesespaß mit vielen wertvollen Inhalten für jedes Alter.“
Die rote Zora und ihre Bande ist in dem literarischen Nachschlagewerk 1001 Kinder- und Jugendbücher – Lies uns, bevor Du erwachsen bist! für die Altersstufe 12+ Jahre enthalten.

### Feminismus
Laut Kirsten Boie ist Zoras rotes Haar ein Symbol für Unangepasstheit und Aufmüpfigkeit. Zora steht damit in einer Reihe mit anderen rothaarigen Mädchen, die wie die Anführerin der Bande unangepasst waren und der Kinderliteratur neue Impulse gegeben haben: Anne auf Green Gables von Lucy Maud Montgomery, Pipi Langstrumpf von Astrid Lindgren und Die feuerrote Friederike von Christine Nöstlinger.
Die von den 1970ern bis in die 1990er Jahre in Deutschland aktive linksfeministische Terrororganisation Rote Zora benannte sich nach dem Roman.
Der Titel des jährlich im März in Ljubljana stattfindenden queerfeministischen Festivals Rdeče Zore (slowenisch Rote Zoras bzw. Rote Dämmerungen) bezieht sich dem Namen nach sowohl auf das Buch „Die rote Zora und ihre Bande“ als auch auf die Terrororganisation Rote Zora.

## Adaptionen

### Film & Fernsehen
1979 entstand als deutsch-schweizerisch-jugoslawische Koproduktion die Fernsehserie Die rote Zora und ihre Bande.
Unter der Regie von Peter Kahane begannen im August 2006 Dreharbeiten für die Filmfassung Die Rote Zora. Premiere hatte der Film am 13. Januar 2008 in Hamburg. Ab dem 24. Januar lief er regulär in den Kinos. Gedreht wurde in Montenegro. In der SHIP (Studio Hamburg International Productions)-Produktion übernahmen die Jungschauspielerin Linn Reusse (Zora) die Titel- und Jakob Knoblauch (Branko) die zweite Hauptrolle. Außerdem ist Mario Adorf (Fischer Gorian) zu sehen. Die restlichen Rollen der Kinderbande um Zora wurden mit einigen bereits bekannten Kinderdarstellern aus Film und Fernsehen besetzt.

### Familienoper
Anfang Mai 2008 wurde „Die rote Zora“ im Luzerner Theater als Oper für Kinder und Erwachsene uraufgeführt. Unter der Leitung der österreichischen Komponistin Elisabeth Naske und dem Luzerner Symphonieorchester wurde von Laiendarstellern aus verschiedenen Luzerner Kinderchören und professionellen Sängern eine Bühnenfassung des Jugendbuchklassikers in drei Akten dargeboten. Eine Wiederaufführung dieser Oper erfolgte 2009 an der Komischen Oper Berlin.

### Hörspielfassungen
1965 entstand eine Hörspielproduktion in Mono beim Hessischen Rundfunk (Dauer ca. 106 Min.). Sprecher waren unter anderen Sabine Gewiner (Zora), Rudolf Krieg, Dietmar Bengisch.
Im Jahr 1979 erschien bei Intercord eine dreiteilige Hörspielfassung auf Schallplatte, die auf dem Soundtrack der Fernsehserie basierte. Es handelte sich um eine Produktion der Tele-Norm-Film GmbH und der INMUS. Die Texte stammten von Fritz Umgelter und Matthias Deyle. Die Musik stammte von Rolf Unkel, die Titelmusik von Christian Bruhn. Mitwirkende Sprecher waren Inez Günther, Klaus Höhne, Imo Heite, Suzanne Doucet, Uwe Falkenbach, Thomas Braut, Holger Unger, Erich Schleyer, Edgar Mandel, Sabina Trooger (Branco), Matthias Deyle, Hannes Kaetner, Christina Hoeltel und Benno Sterzenbach (Gorian). Die einzelnen Teile des Hörspiels Die rote Zora waren:
- LP 1: Branko kommt zur Bande; Der Fischer Gorian
- LP 2: Flucht in die Berge; Von Hexen, Fischen und Gespenstern
- LP 3: Der Fisch der zum Hund wird; Die Uskoken sind tot – es leben die Uskoken.

Im Patmos Verlagshaus ist 1998 eine Hörspielfassung auf einer Audio-CD (rund 75 Min.) erschienen, mit Musik von Jürgen Treyz und unter künstlerischer Mitarbeit von Carmen-Maja Antoni. Die Sprecher sind: Jenny Antoni (Zora), Bijan Bahluli Zamani (Branko), Max Ruhbaum (Pavle), Michael Schrodt (Nicola), Sebastian Nakajew (Duro), Yvonne Johna (Zlata), Jacob Antoni (Stjepan), Volkmar Kleinert (Gorian), Udo Kroschwald (Bürgermeister), Max Giermann (Erzähler) u. v. a. Regie: Karin Lorenz, Ton: Nikolaus Esche.
- Patmos, Düsseldorf 1998, ISBN 978-3-491-24026-1

2007 erschien die bisher letzte Hörspielfassung, u. a. mit Mario Adorf, Ben Becker, Dominique Horwitz, Jakob Knoblauch und Linn Reusse.
- Patmos, Düsseldorf 2007, ISBN 978-3-491-24150-3

## Buchausgaben
Historische Ausgaben:
- Die rote Zora und ihre Bande. Eine Erzählung aus Dalmatien für die Jugend. Verlag Sauerländer, Aarau 1941.[11]
- Die rote Zora und ihre Bande. Eine Erzählung aus Dalmatien. Büchergilde Gutenberg, Frankfurt am Main 1950.
- Die rote Zora und ihre Bande. Ausgabe für die DDR, illustriert von Eberhard Binder-Staßfurt: Verlag Neues Leben, Berlin 1957.

Aktuelle Ausgaben:
- Brailleschrift-Ausgabe: Deutsches Zentrum für barrierefreies Lesen, Leipzig 2000
- Schulausgabe mit Materialien: Klett, Stuttgart 2004, ISBN 3-12-262451-6.
- Sonderausgabe mit Filmfotos: Sauerländer, Düsseldorf 2007, ISBN 978-3-7941-6115-7.
- Taschenbuchausgabe: Carlsen, Hamburg 2009, ISBN 978-3-551-35933-9.
- Hardcover-Ausgabe: Bibliographisches Institut, Mannheim 2012, ISBN 978-3-411-81054-3.